# 吉田胡桃
吉田 胡桃（よしだ くるみ、1991年12月1日 - ）は、日本のアーティスティックスイミング元選手。追手門学院大学卒業。

## 経歴
2歳で競泳を始め、小学校4年生のときにシンクロナイズドスイミング（当時）に転向した。聖母被昇天学院高等学校から追手門学院大学に進み、井村シンクロクラブに所属。
2010年、FINAシンクロワールドカップで日本代表入りし、2012年ロンドンオリンピックではチームで5位入賞。2016年リオデジャネイロオリンピックでチーム銅メダルを獲得。

## 主な戦績
- 2012年ロンドンオリンピック　チーム5位
- 2016年リオデジャネイロオリンピック　チーム3位